# Alambagiri, Chintamani
Alambagiri là một làng thuộc tehsil Chintamani, huyện Kolar, bang Karnataka, Ấn Độ.